# Oscar Spalmach
Oscar Spalmach (Venezia, 16 luglio 1864 – Parma, 6 gennaio 1917) è stato uno scultore italiano.

## Biografia
Nasce a Venezia il 16 luglio 1864 da Valentino Spalmach e Luigia Tonello. Dopo due anni e 7 mesi di servizio militare a Venezia presso il 1º Reggimento Granatieri con il grado di caporale, avvia gli studi al Regio Istituto di Belle Arti di Venezia, dove ottiene, nel luglio del 1888, il diploma. Si trasferisce a Roma e tra il 1893 e il 1901 lavora presso lo studio di Orazio Andreoni. Negli stessi anni realizza diverse opere: il gruppo Romeo e Giulietta (premiato dall'Istituto di Belle Arti di Venezia) la cascata delle Oceanidi e la Fontana delle Naiadi e Ippocampi per ville private in Inghilterra.
Il 1 luglio 1903 viene nominato professore di scultura e Direttore dello Stabilimento teorico pratico di Belle Arti di Massa. Lo stesso anno tiene il Libro Mastro dell'Unione Artistica Romana per il 1903-1904.
il 15 aprile 1904 viene nominato Socio della Reale Accademia Scienza Lettere ed Arti dei Rinnovati di Massa. L'anno successivo diventa professore onorario dell'Accademia Reale di Belle Arti di Carrara.
Alcuni dei suoi allievi a Massa sono Archimede Zeri, Giovanni Ardini, Francesco Carletti.
Tra il 1907 e il 1908 viene nominato professore onorario dell'Istituto di Belle Arti di Urbino e Accademico Corrispondente della Regia Accademia Modenese di Belle Arti.
Nel marzo del 1909 vince il concorso di professore di scultura dell'Istituto di Belle Arti di Parma e continua a lavorare tra Roma, Massa e Parma fino al 1917, dove muore il 6 gennaio 1917.

## Opere
- Cascata delle Oceanidi, commissionata da Whitaker Wright per la sua proprietà a Lea Park (ora Witley Park), ora sono a York House Twickenham, Londra
- Fontana delle Naiadi e ippocampi, commissionata da Whitaker Wright per la sua proprietà a Lea Park (ora Witley Park), ora sono al Child-Beale Wildlife Park, a Pangbourne
- Amore e psiche, realizzata nello studio di Orazio Andreoni ed ora al The Richard H. Driehaus Museum di Chicago
- Mausoleo Cattani, monumento funebre realizzato per Daniele Cattani e Maria Mazzoni (1906-1909)
- Uomo e Mistero, Opera esposta alla VIII Esposizione internazionale d'arte di Venezia nel 1909[1]
- Coppia di Leoni all'ingresso del Fairbanks Museum, San Johnsbury, Vermont (USA)